# Bagel dog
Un bagel dog (o también bageldog) es un bagel que ha sido elaborado de tal suerte que posee una Bockwurst en su interior. Se trata de una variante de un hot dog. Resulta muy popular en la cocina estadounidense que posee variantes en el corn dog o el popular pigs in a blanket. Resultan muy populares en ciertos establecimientos hosteleros del área de Nueva York, aunque resulta más difícil de encontrar en otros lugares de Estados Unidos.